# 漢斯·法郎克
漢斯·法郎克（Hans Michael Frank，1900年5月23日—1946年10月16日）是1920年代至1930年代納粹黨專用的辯護律師，後來成為納粹德國領導人之一，曾擔任波蘭總督；德國二戰投降後，紐倫堡大審中，因戰時之納粹大屠殺犯行，依反人類罪起訴，判處絞刑；1946年10月16日執刑。

## 戰前生涯
出生於德意志帝國巴登大公國西南方卡爾斯魯厄，父親是律師；法郎克在家排行第二，他在1917年參加第一次世界大戰德軍，戰後是右翼自由軍團成員之一，1919年加入納粹黨前身「德國勞工黨」，是納粹黨早期黨員。
他專研法律，1926年通過取得律師執業資格，並擔任希特勒私人法律顧問；也因此這段時間相處他頗熟悉希特勒為人；在戰後他被囚禁這段時間，他寫出一部頗精彩的聲明：在1930年他收到希特勒侄子William Patrick Hitler寫給他的有關於希特勒一些不為外界所知悉的二三事， William Patrick Hitler依據他自白說出有關於「希特勒祖先是猶太人」之說，說他有證據顯示希特勒的祖父是猶太人，其私生子是希特勒父親，Frankenburger是希特勒猶太人祖父名字，法郎克說希特勒又親口告訴他：她祖母還因此向有錢猶太人祖父索討一大筆安家費來養希特勒的爸爸，此說一出舉世嘩然；但是法郎克最終還是沒拿出證據證明希特勒是「猶太人孫子」。 
當納粹黨獲取了權力後，法郎克也成為黨代表律師，並為黨處理超過2400件訴訟案；他也因此常上法庭與其他律師唇槍舌劍，有一次，他法律學校學生時代的恩師向他籲請：“我請求你放过那些人！（指控他们）没有任何益处！”最後還加上不吉祥的預言勸他“始起於刑事庭的政治運動，到最後也會在法院刑庭結束！”成為名言。
他在1930年當選德國國會議員，1933年是任職巴伐利亞邦司法部長，自1933年起，他是「納粹法學學會」成員之一與「德國法律學院」校長；法郎克反對未經審判先處決， 包括達豪集中營裡的暴行與長刀之夜政變，他仍是堅持這樣看法。
曾經，他認為「司法實質正義」勝過「司法程序正義」：
|  | （法官）所扮演的角色，是捍衛人種社會秩序的團結，消除危害份子，起訴所有危害不利於社會發展事端，與社會內不同成員間的摩擦爭執予以公正裁判；我们的「社會國家主義」意識形態，特別是我黨（納粹黨）所推動活動的「政治正確」，與領袖（希特勒）的演講訓話，正是解釋我黨法律法源基礎。 |

1934年起，他出任無任所閣員。

## 戰時

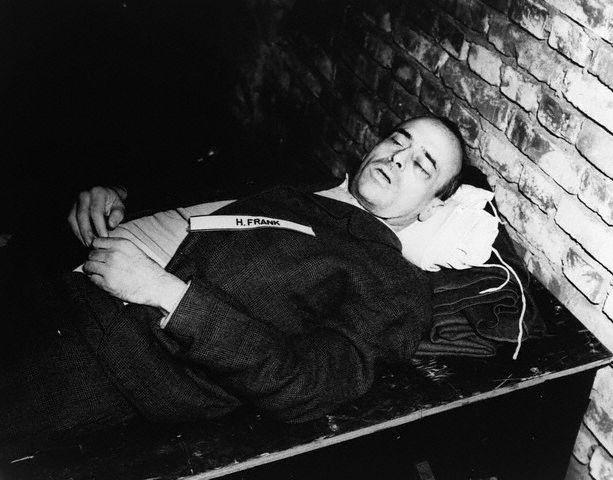
漢斯·法郎克被處死的屍體

1939年9月格特·馮·倫德施泰特元帥任命法郎克擔任波蘭行政主席，10月26日起隨著德軍佔領波蘭，他成為波蘭總督，他也被授予党卫队大將官階；卻也自此起，因為犯下種族淨化屠滅猶太人，導致戰後被判極刑。